# Маркова Рімма Меєрівна
Римма Меєрівна (Мейєрівна) Маркова (нар. 5 грудня 1951, Ленінград) — російська та шведська поетеса та прозаїк.

## Біографія
Закінчила художньо-графічний факультет Ленінградського державного педагогічного інституту імені А. І. Герцена.
Після закінчення інституту працювала у дитячій мистецькій школі міста Апатити Мурманської області.
У середині 80-х вернулась у Леніград.
З 1994 року живе і працює в Стокгольмі, Швеція. Викладає графіку, малювання і російську мову.

### Творчість
В юності відвідувала літературний клуб «Дерзание» Ленінградського палацу піонерів, багато членів якого знайшли популярність в літературному світі.
Перша збірка віршів вийшла в 1979 році, потім в 1981 і 1984 роках в Мурманському книжковому видавництві вийшли збірки «Хибинський зошит» і «Полярне сонце». Пізніше, вже в Швеції, були написані повість «Чорний вікінг» і короткий роман «Штольц» (опублікований в журналі «Нева»).
Автор безлічі журнальних і газетних публікацій.

### Культурна діяльність
Організатор культурного товариства «Зустріч» [Архівовано 1 листопада 2013 у Wayback Machine.].
Учасник фестивалів російсько-грузинської поезії [Архівовано 28 березня 2019 у Wayback Machine.], які організовують Міжнародний культурно-просвітницький союз «Русский клуб» і Міжнародна Федерація російськомовних письменників [Архівовано 28 березня 2019 у Wayback Machine.].

### Премії
- Головний приз конкурсу «Емігрантська ліра-2011»[недоступне посилання з квітня 2019] — «Золотий Манекен-Піс».
- «Просвітитель року — 2011», Стокгольм[недоступне посилання з квітня 2019] — «2011 års folkbildare i Stockholm».
- Третя премія Четвертого міжнародного конкунсу російської поезії «Під небом Балтики-2011» і перше місце в номінації «Лірична і любовна поезія».

## Твори
1. Хибинський зошит : Вірші / Рімма Маркова. — Мурманськ: Кн. вид-во, 1981.[5]
2. Полярне сонце : Вірші / Рімма Маркова. — Мурманськ: Кн. вид-во, 1987.[6]
3. Спроба невиїзду: Поетичний щоденник : Вірші / Рімма Маркова. — СПб. : Нева, 1994 -[7]
4. Листи до улюбленого = Brev till min alskade : Вірші / Рімма Маркова. — Nacka, 1999.. Авторський переклад на швед. мові.: Rimma Markova. — Текст парал. на рос. і швед. мові.[8]
5. Fönstret (Вікно) : Вірші / Rimma Markova — Bromma: Megilla-förl, 2001.. Переклад на шведський Анніки Бекстрём (Annika Bäckström).[9]
6. Чорний вікінг : Повість / Рімма Маркова — Фінляндія: Журнал «Literarus» , 2004.
7. Єврейська чапля : Дитяча розповідь / Рімма Маркова — США, журнал «Маленька компанія» [Архівовано 9 березня 2021 у Wayback Machine.] , 2006.
8. Вірші про Грузію : Вірші / Рімма Маркова. — журнал «Хрещатик» випуск 42, 2008.
9. На пагорбах Грузії : Вірші / Рімма Маркова. — журнал «Дружба народів» № 5, 2008.
10. Штольц : Повість / Рімма Маркова. — журнал «Нева» № 9, 2006.
11. Мій виставковий зал : Вірші / Рімма Маркова. — Вільнюс: Standartu Spaustuve, 2012.[10]
12. Ліс голосів : Санкт Петербург, «Контраст», 2015
13. Та Грузія, яку співаю: Калінінград, 2016

## Переклади і повторні публікації
1. 7 ryska poeter i Stockholm = Сім російських поетів в Стокгольмі : Вірші різних авторів / Borås: Invandrarförl., 1996.. Шведською мовою.[11]
2. En novell, kanske? / Metamorfos [Архівовано 28 березня 2019 у Wayback Machine.] (журнал шведською мовою) № 4, 1999..
3. Den svarte vikingen : Переклад на шведську мову / Rimma Markova, 2008. Перекладач Амбьуорн Мадегорд (Ambjörn Madegård) за участі автора. — Текст парал. на рос. і швед. мові.[12]
4. Штольц / Рімма Маркова — По тексту поставлена вистава на «Радіо Росії» в програмі «Літературні читання».